# Betta pallifina
Betta pallifina är en fiskart som beskrevs av Tan och Ng 2005. Betta pallifina ingår i släktet Betta och familjen Osphronemidae. Inga underarter finns listade.

## Bildgalleri

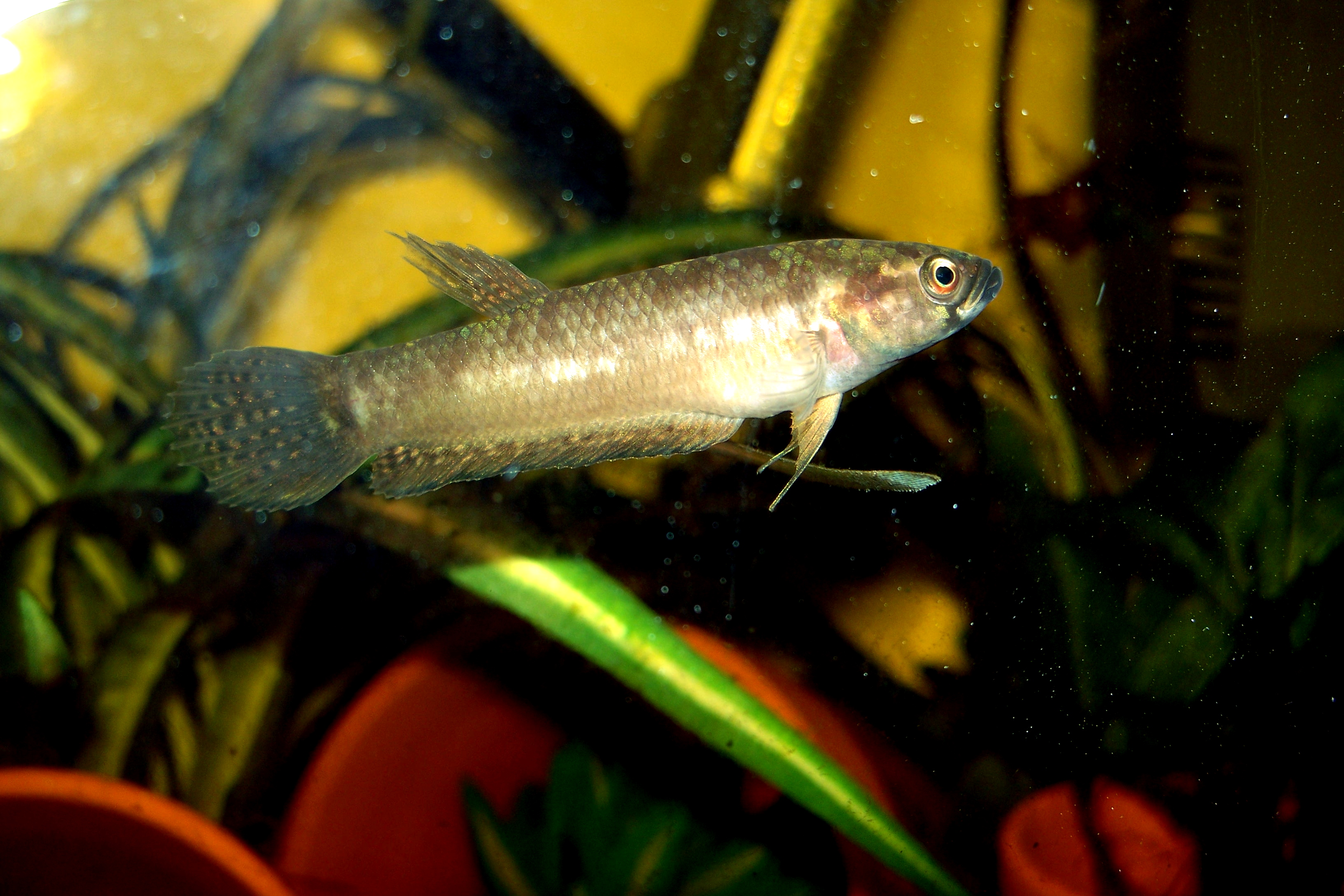
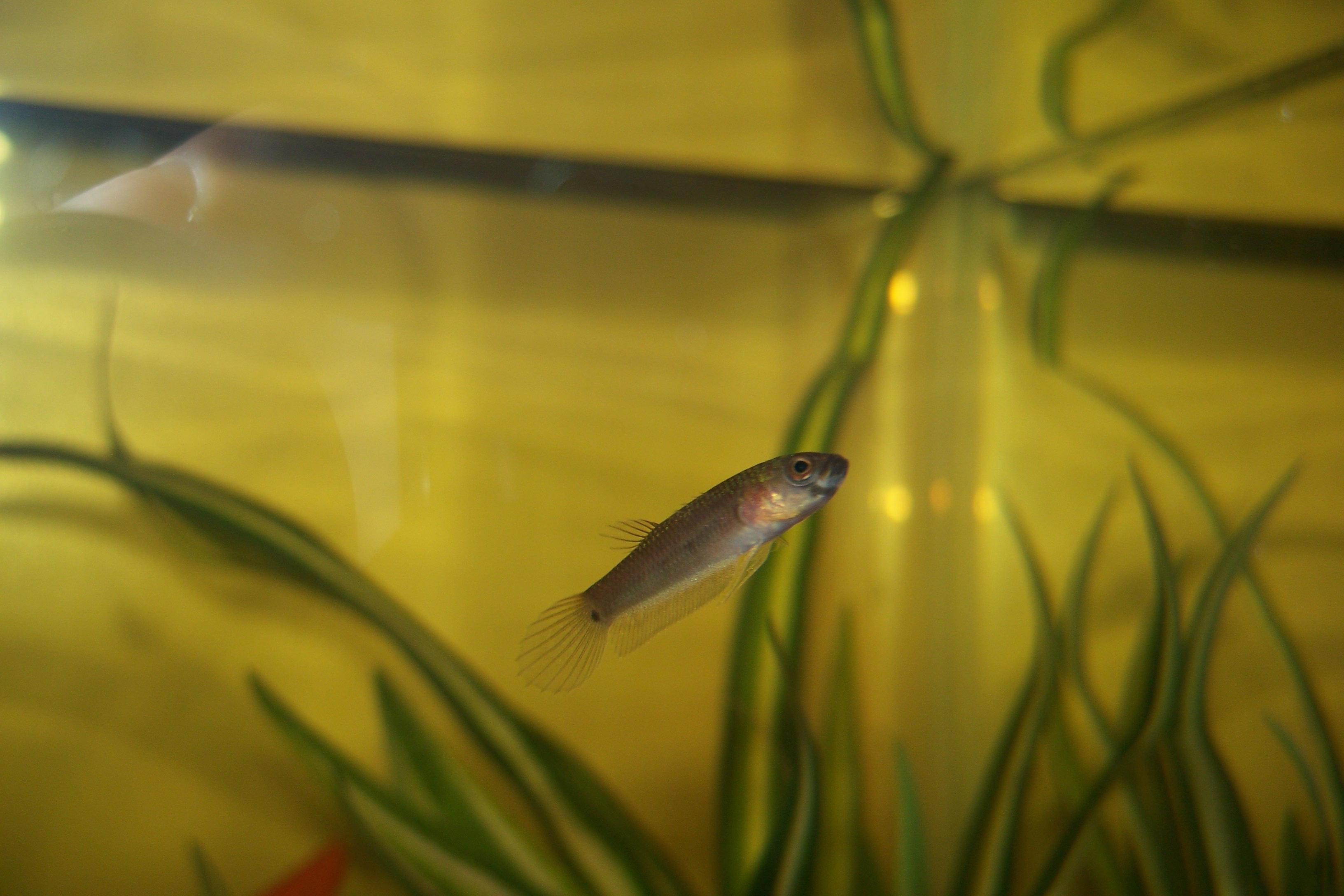